# Ruse
För andra betydelser, se Ruse (olika betydelser).
Ruse (bulgariska: Русе, ibland stavat Russe, tidigare Rustjuk) är en stad med 145 765 invånare (2015) i norra Bulgarien. Staden, som ligger vid Donau, har en viktig flodhamn och är handelscentrum i ett jordbruksdistrikt.
Ruse är Bulgariens femte största stad. Den är huvudort i regionen Ruse och är gränsstad till Rumänien. På andra sidan Donau ligger den rumänska staden Giurgiu. Ruse Peak på Antarktis är namngiven efter staden.

## Historia

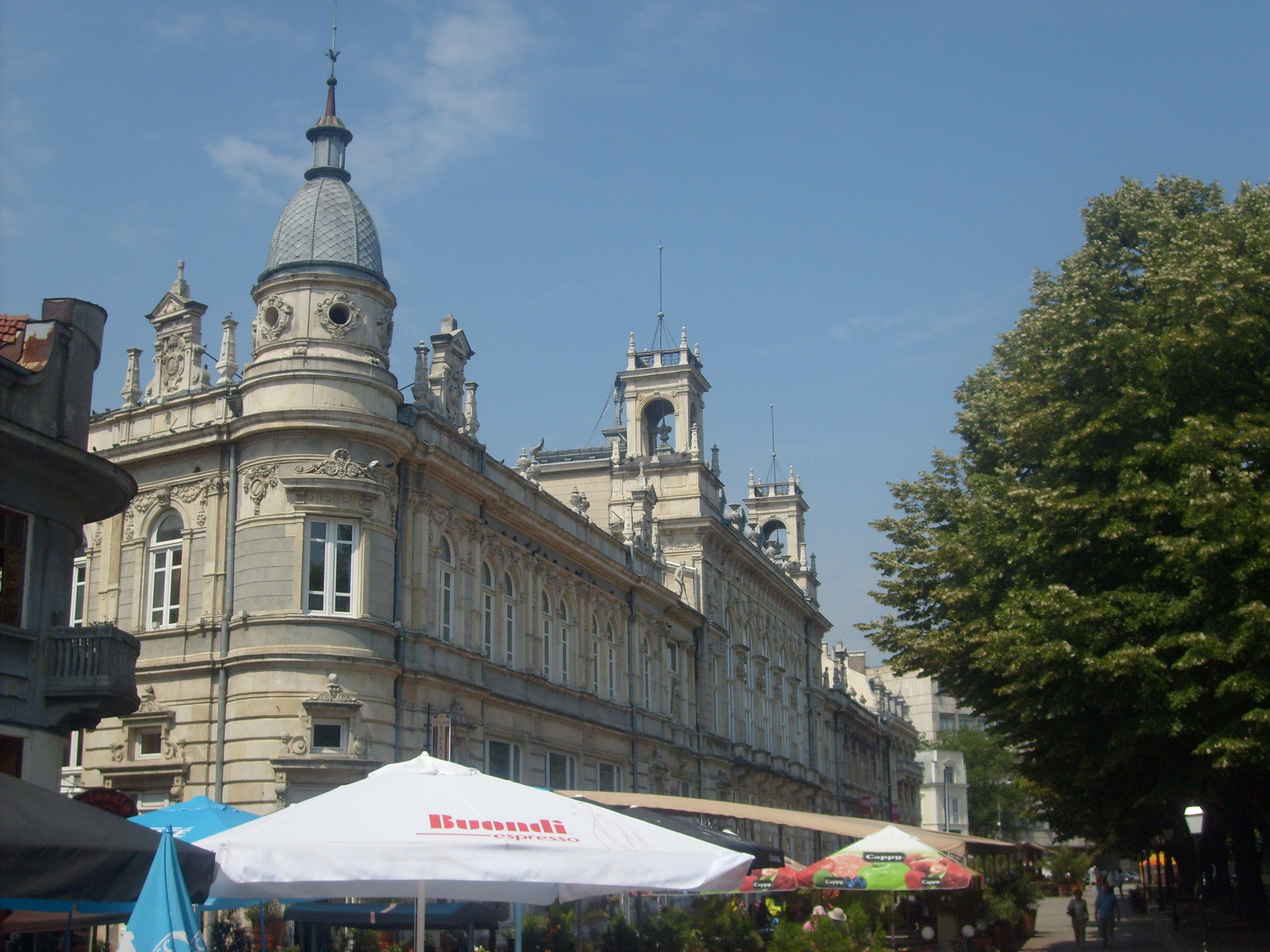
Domstolsbyggnaden vid Frihetsplatsen

De tidigaste spåren av bosättning i områden härstammar från tredje och andra årtusendet före Kristus. Romarna grundade i början av 100-talet e.Kr. hamnstaden Sexaginta Prista. Den hade i uppgift att skydda Romarrikets nordgräns mot överfall från folk som levde norr om Donau.
Staden finns omnämnd fram till 400-talet. Sedan uppstod söder om den nuvarande Ruse vid Rusenski Lom bosättningen Tjerven, som existerade fram till osmanernas erövringståg. Omkring 1400-talet framväxte den nutida staden, som fick växande strategisk och ekonomiskt betydelse för osmanerna. Den blev en viktig beståndsdel i befästningssystemet i Osmanska rikets norra provinser.
Under andra hälften av 1800-talet var Ruse säte för en stor administrativ region (Tuna-Vilaet) och residens för Mitchat Pascha. Rustjuk, som staden då hette, utvecklades till ett handelscentrum med stark befästning. Flera europeiska konsulat öppnades och hotell, skolor och ett bibliotek upprättades.
Stadens utveckling stärktes av båttrafiken på Donau och genom landets första järnvägslinje, Ruse-Varna, som öppnades 7 november 1866, den första slutstationen för Orientexpressen. 1878, året då Bulgarien blev självständigt från det osmanska styret, hade Ruse över 26 000 invånare och var Kungariket Bulgariens största stad.

## Geografi

### Geografiskt läge
Staden ligger vid Donau, i genomsnitt 29 meter över havet, nära mynningen av floden Rusenski Lom. De geografiska koordinaterna är 43º50' nordlig bredd norr och 25º57' östlig längd.
Ruse ligger 80 kilometer från Bukarest och 280 kilometer från Sofia.

## Demografi

### Befolkningsutveckling
| Befolkningsutvecklingen i Ruse 1880–2015 | Befolkningsutvecklingen i Ruse 1880–2015 | Befolkningsutvecklingen i Ruse 1880–2015 | Befolkningsutvecklingen i Ruse 1880–2015 | Befolkningsutvecklingen i Ruse 1880–2015 |
| ---------------------------------------- | ---------------------------------------- | ---------------------------------------- | ---------------------------------------- | ---------------------------------------- |
|                                          |                                          |                                          |                                          |                                          |
| År                                       |                                          |                                          | Folkmängd                                |                                          |
| 1880                                     | 1880                                     |                                          | 26 163                                   |                                          |
| 1887                                     | 1887                                     |                                          | 27 194                                   |                                          |
| 1910                                     | 1910                                     |                                          | 36 255                                   |                                          |
| 1934                                     | 1934                                     |                                          | 41 447                                   |                                          |
| 1946                                     | 1946                                     |                                          | 57 509                                   |                                          |
| 1956                                     | 1956                                     |                                          | 83 453                                   |                                          |
| 1965                                     | 1965                                     |                                          | 128 888                                  |                                          |
| 1975                                     | 1975                                     |                                          | 159 578                                  |                                          |
| 1985                                     | 1985                                     |                                          | 183 746                                  |                                          |
| 1992                                     | 1992                                     |                                          | 170 038                                  |                                          |
| 2001                                     | 2001                                     |                                          | 161 453                                  |                                          |
| 2011                                     | 2011                                     |                                          | 149 642                                  |                                          |
| 2015                                     | 2015                                     |                                          | 145 765                                  |                                          |
| Anm.: Källa: Engelskspråkiga Wikipedia   |                                          |                                          |                                          |                                          |

## Kultur och sevärdheter

### Teater
Ruse har ett teaterhus, ett operahus och en symfoniorkester.

### Museer
Staden har ett historiskt museum, ett naturvetenskapligt museum, ett trafikmuseum och konstgalleriet.

### Byggnadsverk
I stadens centrum finns många hus från barocken och renässansen. Av nationell betydelse är bland andra folkteater "Sava Ognjanov", konstgalleriet, biblioteket, musikskolan, domstolsbyggnaden och den katolska kyrkan. Mittemot rådhuset står "Frihetsmonumentet" (av den italienska skulptören Arnoldo Zocchi).
Vid Donaustranden finns ett 22 våningar högt hotell, från vilket man har vid utsikt över staden, floden Donau, hamnen och över till Rumänien. En liten bit från hotellet står ett monument över härföraren Stefan Karadzja.
Det största monumentet i Ruse är "Pantheon för återfödelsens kämpar", där 30 berömda frihetskämpar är begravda. Vid den nya järnvägsstationen finns ett fästningstorn från den osmanska tiden. Ruse har även ett 210 meter högt TV-torn med utsiktsplattform.

### Omgivning
Norr om Ruse, ungefär sex kilometer från stadens centrum, finns den så kallade "Vänskapens bro", som med sina 2,8 kilometer är Europas längsta stålbro. Den består av två våningar - bilväg ovan och järnväg undertill. Bron byggdes 1954 och restaurerades 2003 med bidrag från EU.
Elva kilometer öster om staden ligger skogsparken Lipnik med hotell och sportanläggningar med mera.
Inte långt från staden, nära Ivanovo, finns Naturparken Rusenski Lom med Klippkyrkorna i Ivanovo, som räknas bland Unescos världsarv.

## Ekonomi och infrastruktur

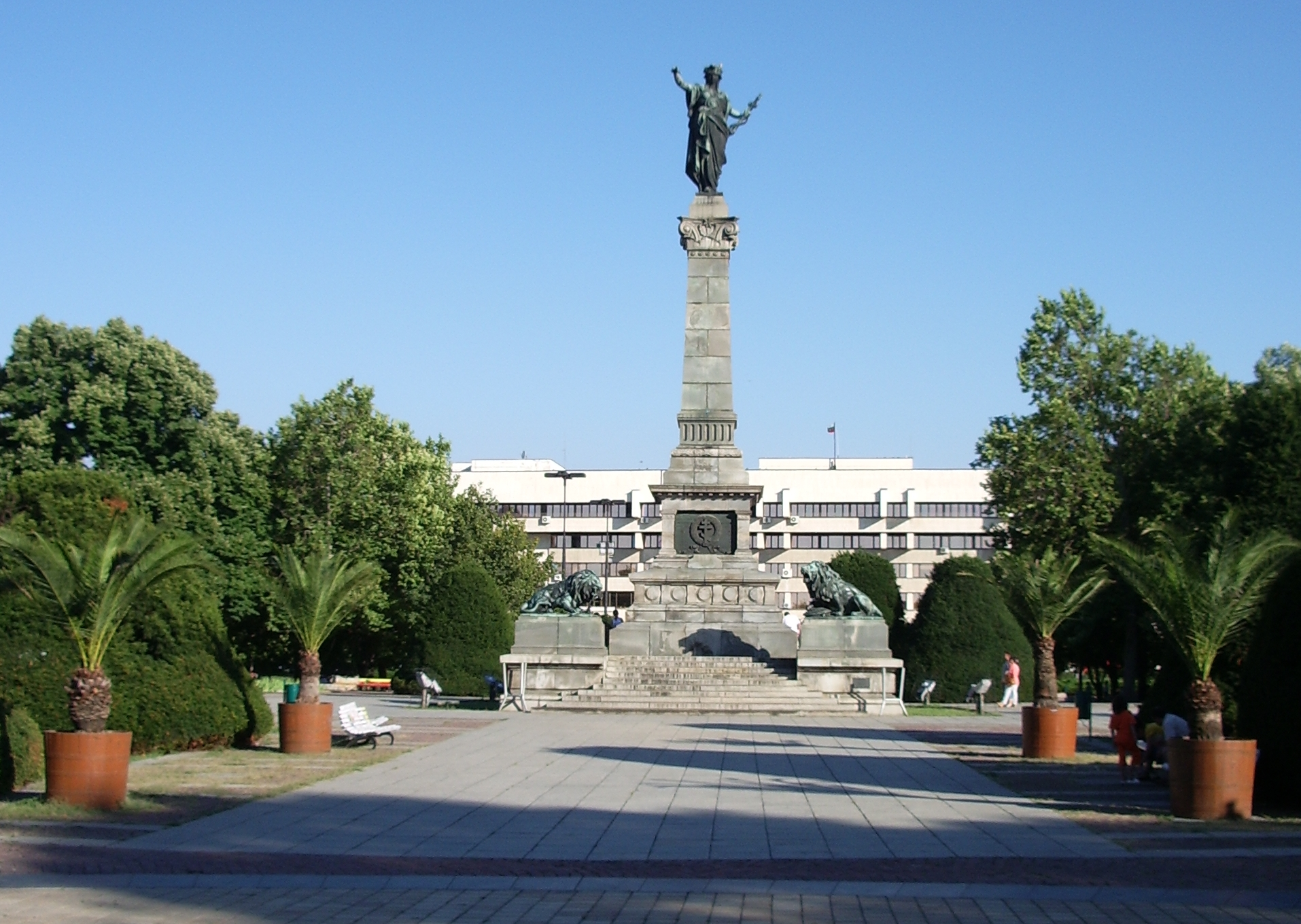
Stadens frihetsmonument.

Ruse är en industristad (bearbetning av jordbruksprodukter, maskinbyggnad, bygge av flodbåtar och annat). I stadens omgivning odlas sockerbetor och vindruvor.

### Kommunikationer
Ruse har Bulgariens största Donauhamn, och är en knutpunkt för järnvägs- och vägtrafik. Staden hade tidigare en egen flygplats, men den är nedlagd. Närmaste flygplats finns i Bukarest och heter Henri Coandăs internationella flygplats. Över bron till Giurgiu transporteras en stor del av export- och importvaror. Turisterna använder bron mycket.

### Utbildning
Ruse har en högskola för maskinkonstruktion och jordbruk.

## Vänorter
- Volgograd, Ryssland
- Bratislava, Slovakien
- Saint-Ouen, Seine-Saint-Denis, Frankrike
- Giurgiu, Rumänien
- Trogir, Kroatien
- Peristeri, Grekland
- Huainan, Kina
- Bijeljina, Bosnien och Hercegovina
- Újbuda, Ungern

## Kända personer från Ruse
- Albert Aftalion, fransk ekonom och konjunkturteoretiker
- Elias Canetti, författare och Nobelpristagare
- Kiril Nikolov, bulgarisk orienterare
- Veselin Topalov, bulgarisk schackmästare
- Aleksandr Georgijev, Hockeymålvakt i New York Rangers